# Етьєн Вентена
Етьєн П'єр Вентена (Étienne Pierre Ventenat) (1 березня 1757 — 13 серпня 1808) — французький священник і ботанік.

## Біографія

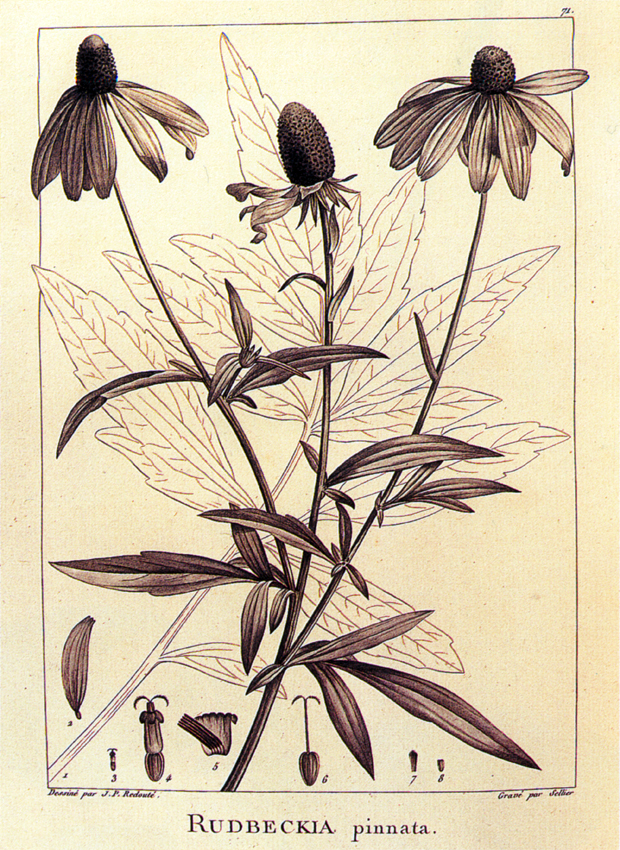
Ілюстрація з книги «Description des plantes nouvelles et peu connues, cultivées dans le jardin de J.-M. Cels» (1799)

Народився у місті Лімож. Брат натураліста Луїса Вентена (1765—1794).
Під час поїздки у Англію відвідав місцевий ботанічний сад, де захопився ботанікою. Навчався і співпрацював з відомим ботаніком Шарлем де Брютелєм (1746—1800). У 1795 році обраний членом у Академії наук. В 1794 році написав трактат про принципи ботаніки — «Principes de botanique, expliqués au Lycée républicain par Ventenat». Після публікації Вентена вирішує, що книга недостатньо якісна і намагається скупити усі примірники, щоб знищити її.
У 1798 році перекладає з латини, доповнює і видає книгу іншого французького науковця, засновника першої природної системи класифікації рослин Антуана де Жюссьє — «Genera plantarum».
В 1799 видає книгу «Description des plantes nouvelles et peu connues, cultivées dans le jardin de J.-M. Cels» — опис рослин ботанічного саду Жака Села фр. Jacques Philippe Martin Cels (1740—1806). У 1803 видає «Le Jardin de la Malmaison» — опис рослин теплиць Мальмезон, в якій описав нові види такі як Caladium. Обидві книги ілюстрував видатний ботанічний ілюстратор П'єр-Жозеф Редуте.
Брав участь у дослідженні грибів Франції Жана Бюйяра «Histoire des champignons de la France».

## Праці
- Description des plantes nouvelles et peu connues, cultivées dans le jardin de J.-M. Cels, 1799
- Le Jardin de la Malmaison, 1803
- Decas Generum Novorum, 1808.